# NiHard
NiHard ist eine Werkstoffbezeichnung für hochlegiertes, verschleißfestes Gusseisen (Hartguss).
Bezeichnung EN-GJN-HV600, EN-JN2 049 (vorher 0.9630), GX 300 CrNiSi 9 5 2.
Richtanalyse: 9 % Chrom 5 % Nickel 2 % Silicium.
Durch den hohen Kohlenstoffgehalt von 3 % bildet sich ein hoher Anteil an Chromkarbiden.
Durch eine geeignete Wärmebehandlung kann der NiHard-Werkstoff so eingestellt werden, dass eine zerspanende Bearbeitung möglich ist, da die Rockwell-Härte um 50 bis 55 HRC betragen kann. Durch seine Eigenschaften ist NiHard prädestiniert, um an verschleißbehafteten Baugruppen hochwertiger Maschinen (z. B. Mühlen für die Hartzerkleinerung) eingesetzt zu werden.